# Hellmuth Bergmann
Hellmuth Bergmann (* 2. Juli 1899 in Berlin; † 1. April 1974 ebenda) war ein deutscher Schauspieler, Schauspiellehrer und Hörspielsprecher.

## Leben und Wirken
Bergmann begann gleich nach Ende des Ersten Weltkriegs seine Bühnenkarriere und wurde im Alter von 20 Jahren an das Metropol-Theater seiner Heimatstadt Berlin verpflichtet. In der darauf folgenden Spielzeit 1920/21 kam er ans Deutsche Theater unter Max Reinhardt, wo man ihn im Fach des Charakterliebhabers,  Bonvivants  und Charakterdarsteller einsetzte. Bereits in jungen Jahren reüssierte Bergmann mit klassischen Bühnenrollen wie dem Lord Bolingbroke,  Karl  Moor.  Professor  Bernhardi,  Holofernes,  Hjalmar Ekdal und dem Henri  (in Der  grüne  Kakadu). Zeitgleich knüpfte er erstmals Kontakt zum (damals noch stummen) Film und spielte Nebenrollen in Inszenierungen von so bedeutenden Regisseuren wie Ernst Lubitsch, Paul Leni, Paul Wegener und F. W. Murnau. Dennoch blieb zunächst das Sprechtheater sein bevorzugtes Spielfeld, und Bergmann wirkte nach seinem Weggang von Berlin bis in die 1930er Jahre hinein an renommierten Spielstätten wie dem Düsseldorfer Schauspielhaus, dem Schauspielhaus Bremen, dem Hamburger Thalia-Theater und dem Neuen Theater in Frankfurt am Main. Außerdem war er als Sprecher an einer Reihe von Rundfunkübertragungen beteiligt. Ab 1933 gehörte er fünf Jahre lang dem Ensemble der Preußischen Staatstheater an, zuletzt unter der Leitung von Gustaf Gründgens.
In der deutschen Hauptstadt kam ihm “sein  sonores,  ungemein  tragfähiges,  variables  Organ, das sich vor dem Mikrophon  ungezählte  Male  bewährt  hat”, auch beim Tonfilm zugute. Hier ließ man ihn zwischen 1936 und 1942 eine Fülle von Chargen spielen, so etwa einen Wachmann in dem Hans Albers-Krimi Savoy-Hotel 217, einen Flugplatzleiter in dem Sierck-Melodram Schlußakkord, einen Kapitän in dem Schiffskrimi Das Geheimnis um Betty Bonn, Gustav Knuths besten Freund in dem Barkassenschiffermelodram Schatten über St. Pauli, eine von Bergmanns wenigen Hauptrollen, einen Tropenmediziner in dem Willy Fritsch-Streifen Zwischen denn Eltern, eine weitere Hauptrolle als Heidemarie Hatheyers-Ehemann in dem Ungarn-Melodram Zwischen Strom und Steppe, den preußischen Kriegsminister von Roon in Wolfgang Liebeneiners Bismarck-Film sowie ein Schlossermeister in dem berüchtigten Euthanasie-Streifen Ich klage an desselben Regisseurs. Seinen Abschied vor der Kamera absolvierte Bergmann, der auch als Schauspiellehrer arbeitete, 1942 an der Seite von Zarah Leander in deren letzter reichsdeutschen Kinoproduktion Damals. Danach drehte er keinen Film mehr und ist mit einem Festengagement lediglich kurz nach Kriegsende, in der Spielzeit 1947/48, als Schauspieler, Regisseur und Dramaturg am Berliner-Ring-Theater nachweisbar.

## Filmografie
- 1920: Die Verschwörung zu Genua
- 1922: Der brennende Acker
- 1922: Herzog Ferrantes Ende
- 1936: Savoy-Hotel 217
- 1936: Schlußakkord
- 1937: Das schöne Fräulein Schragg
- 1937: Togger
- 1937: Das Geheimnis um Betty Bonn
- 1937: Zwischen den Eltern
- 1938: Schatten über St. Pauli
- 1938: Zwischen Strom und Steppe
- 1939: Sommer, Sonne, Erika
- 1940: Bismarck,
- 1941: Ich klage an
- 1942: Damals

## Hörspiele (Auswahl)
- 1960: Michel del Castillo: Tanguy – Regie: Tom Toelle (Hörspielbearbeitung – HR/SDR/SR)
- 1967: O. Henry: Ein Weihnachtskind für Cherokee (Wirt) – Regie: Rolf von Goth (Hörspielbearbeitung – SFB)
- 1969: Taufik El-Hakim: Auf der Strecke – Regie: Siegfried Niemann (Hörspielbearbeitung – SFB)

Quelle: ARD-Hörspieldatenbank